# Dörrebach
Dörrebach település Németországban, Rajna-vidék-Pfalz tartományban. Lakosainak száma 711 fő (2023. december 31.).

## Népesség
A település népességének változása:
| Lakosok száma | 729  | 701  | 696  | 698  | 706  | 711  |
|               | 1975 | 2017 | 2019 | 2021 | 2022 | 2023 |